# Province de Chainat
Chainat (en thaï : ชัยนาท) est une province (changwat) de Thaïlande.
Elle est située dans le centre du pays. Sa capitale est la ville de Chainat.

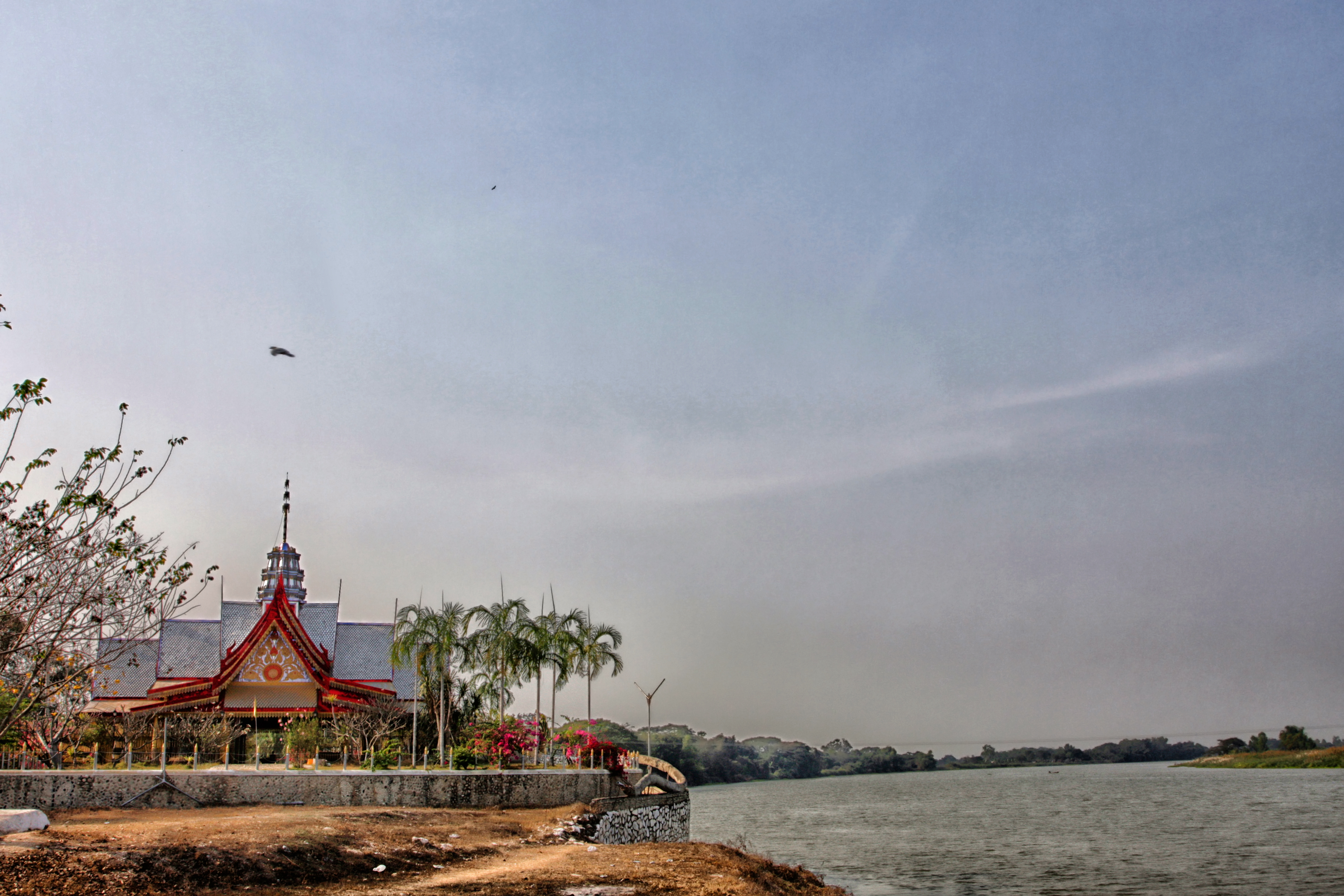
Wat Pak Khlong Makham Thao

## Subdivisions

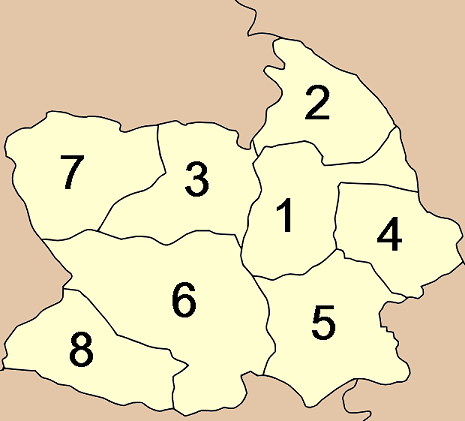
Carte des amphoe de la province de Chainat.

Chainat est subdivisée en 8 districts (amphoe) : Ces districts sont eux-mêmes subdivisés en 53 sous-districts (tambon) et 474 villages (muban).